# Лалла-Рук (опера)
«Лалла-Рук» (фр. Lalla-Roukh) — комическая опера в двух действиях французского композитора Фелисьена Давида на либретто Мишеля Карре и Ипполита Люка по одноимённой повести Томаса Мура (1817), впервые поставленная в Париже в 1862 году.

## Действующие лица и премьерный состав
| Роль                                                 | Голос           | Премьера 12 мая 1862 (Дирижёр: Эдуар Дельдевез) |
| ---------------------------------------------------- | --------------- | ----------------------------------------------- |
| Лалла-Рук (Lalla-Roukh), принцесса Дели              | сопрано         | Мария Сико                                      |
| Мирза (Mirza), спутница Лалла-Рук                    | сопрано         | Эмма Белья (Emma Bélia)                         |
| Нуреддин (Noureddin), царь Бухары, переодетый певцом | тенор           | Ашиль Монтобри                                  |
| Башкир (Baskir), посланник царя Бухары               | баритон или бас | Александр Гурден (Alexandre Gourdin)            |
| Бакбара (Bacbara), стражник                          | бас             | Даву (Davoust)                                  |
| Кабул (Kaboul), стражник                             | бас             | Лежён (Lejeune)                                 |

## История создания и постановок
В основу либретто оперы Мишелем Карре и Ипполитом Люка был положен рамочный рассказ из одноимённой повести Томаса Мура. Превращение его в самостоятельную историю потребовало значительного расширения и доработки: был введён дополнительный персонаж Мирзы, составивший вторую (комическую) любовную пару с Башкиром, причём последний не имеет ничего общего со своим мудрым прототипом из повести Мура. Либреттисты устранили все упоминания исламских реалий, так что время действия стало более неопределённым и сказочным. Несколько раз в опере упоминается Брахма. Вероятно, также для усиления сказочности были заменены имена двух героев: Фераморс стар Нуреддином, а Фадладин — Башкиром.
Первая постановка оперы состоялась 12 мая 1862 года силами Опера-Комик на сцене второго зала Фавара (Salle Favart). В тот же вечер была представлена «Роза и Кола́» (Rose et Colas), одноактная комедия с ариеттами (en:Comédie mêlée d'ariettes) Пьера-Александра Монсиньи. Мизансцены были поставлены Эрнестом Моккером; декорации разрабатывали Жан-Пьер Муане, Шарль Камбон и Жозеф Тьерри (Joseph Thierry); костюмы — Жюль Мар (Jules Marre).

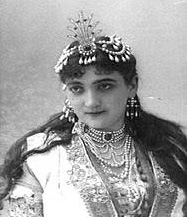
Эмма Кальве в роли Лаллы-Рук (Опера-Комик, 1885)

«Лалла-Рук» имела большой успех и в тот же год была издана у Жиро с посвящением Эмилю Перейру. Были выпущены партитура, оркестровые голоса, клавираусцуг (подготовлен Жозефом Шарло) и переложение для фортепиано соло (Эдуара Манжена).
В течение года после премьеры Опера-Комик дала «Лаллу-Рук» более ста раз. Впоследствии постановка несколько раз возобновлялась, в том числе в 1876, 1885 (с Эммой Кальве в заглавной роли) и 1898 годах 29 мая 1898 года состоялось последнее, 376-е, представление..
Помимо Парижа, опера шла на французском языке во многих других городах, включая Льеж (20 октября 1862), Брюссель (27 октября 1862), Антверпен (29 октября 1862), Женеву (19 января 1864). К более поздним постановкам относятся представления в Монако (Опера Монте-Карло, 1886 и 1888).
В немецком переводе «Лалла-Рук» ставилась, в частности, в Кобурге (25 декабря 1862), Майнце (26 декабря 1862), Мюнхене (16 марта 1863), Вене (22 апреля 1863) и Берлине (Meysels-Theater, 7 августа 1865). Опера была также переведена на венгерский (Будапешт, 31 января 1863), польский (Варшава, 8 марта 1866), шведский (Стокгольм, 12 января 1870) и итальянский (Милан, Teatro Rè, 7 сентября 1870) языки. Русский перевод был выполнен Александрой Александровной Горчаковой (издан фирмой Гоппе в 1883 году) и использовался для постановок в Петербурге (5 февраля 1884) и Москве (10 февраля 1896).
В XIX веке соперником «Лалла-Рук» на сцене была опера Антона Рубинштейна «Фераморс» на тот же сюжет, премьера которой состоялась в 1863 году. В России долгое время отдавали предпочтение опере Давида: первая профессиональная русская постановка «Фераморса» состоялась лишь в 1898 году.
«Лалла-Рук» окончательно вышла из репертуара в XX веке, хотя отдельные арии и увертюра из неё иногда исполнялись на концертах. В год столетия со дня смерти Давида (1976) извлечения из оперы были исполнены в его родном городе Кадне. В 2008 году ансамбль Opera Lafayette представил оперу в Национальной галерее искусств в Вашингтоне.

## Сюжет
Красавица Лалла-Рук, принцесса Дели, обещана в жёны царю Бухары, которого она никогда не видела. Доставить её к будущему мужу должен бухарский вельможа Башкир. В последние дни принцессы в Дели её сад по ночам посещает таинственный певец, в которого она влюбляется.
Первое действие происходит в долине Кашмира. Близится вечер, и рабы под руководством Бакбары и Кабула устанавливают шатёр для принцессы (№ 1, интродукция). Внезапно они замечают, что поблизости кто-то спит. Это оказывается Нуреддин, странствующий певец. Он не хочет уступать место и твёрдо стоит на своём, пока не появляется Башкир, который объявляет, что сюда должна прибыть Лалла-Рук. Певец наслышан о её красоте и из уважения немедленно соглашается уйти (№ 1, сцена). Сразу после этого появляется принцесса с сопровождающими (№ 1, повторение хора). Она расспрашивает Башкира о том, каков бухарский царь, но тот не может ничего рассказать: оказывается, что он был простым деревенским судьёй, когда ему внезапно было дано поручение доставить её к царю, так что он тоже никогда его не видел. Лалла-Рук признаётся своей спутнице Мирзе в том, что любит певца (№ 2). Башкир безуспешно пытается подслушать их разговор. Он очень серьёзно относится к данному ему поручению и во всём видит угрозу для успешного его завершения (№ 3).
Близится время ужина. Хор и баядерки (№ 4, хор и танцы) должны развлечь принцессу. Внезапно в лагерь возвращается Нуреддин и просить позволения спеть для Лаллы-Рук, та с удовольствием слушает его романс, несмотря на неодобрение Башкира (№ 4, сцена, квартет и романс). Она дарит певцу розу и разрешает остаться до утра. Ужин завершается повторением хора. Мирза смеётся над подозрительностью Башкира (№ 5) и зовёт его на свидание у озера.
Думая, что она одна, Лалла-Рук с печалью размышляет о своей любви к Нуреддину; он слышит её признания и отвечает взаимностью (№ 6, дуэт). Их встреча прерывается появлением пьяных стражников, которых расставляет Башкир (№ 6, хор). Его отвлекает доносящаяся с озера песня Мирзы (№ 6, финал). Охрана засыпает, и Нуреддин входит к принцессе.

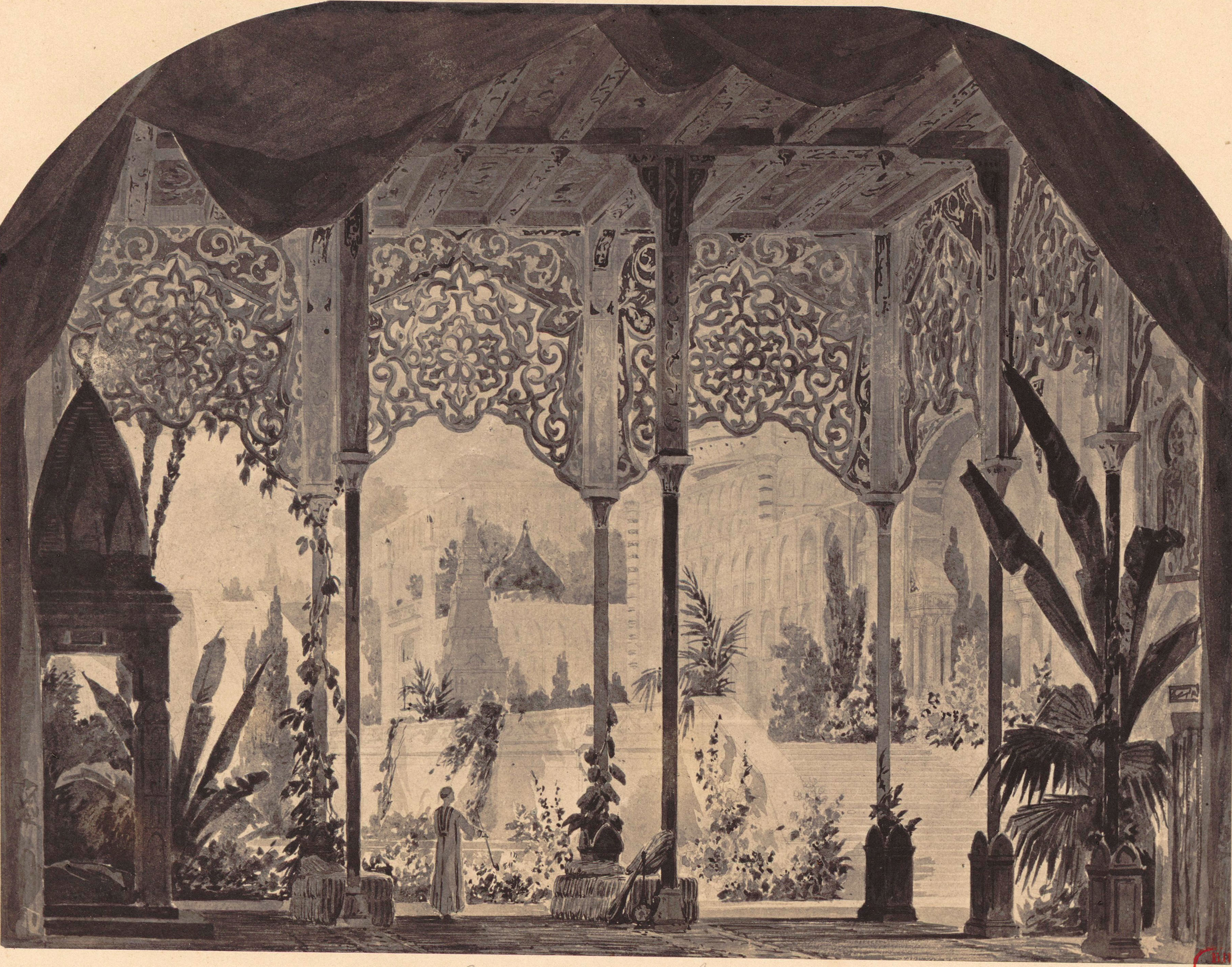
Эскиз декорации Жана-Пьера Муане ко второму действию (1862)

Во втором действии герои оказываются уже в летнем дворце бухарского царя. Лалла-Рук приняла решение рассказать жениху о том, что любит другого, и надеется на его понимание (№ 7). Она говорит Мирзе о своих надеждах на тихое счастье, но та не уверена, что так бывает (№ 8). Входит Башкир в парадном одеянии, а за ним — царские рабы с драгоценностями и платьями для принцессы. Она отвергает все подарки (№ 9) и признаётся Башкиру в любви к Нуреддину, ставя его перед выбором: либо он сам доложит обо всем царю, либо это сделает она. Башкир понимает, что погиб (№ 10). Мирза издевается над ним и открывает, что свидание у озера было частью обмана, чтобы отвлечь его внимание от принцессы.
В этот момент из-за стены доносится пение Нуреддина: вместо того, чтобы вернуться в Дели и ждать там вестей от Лаллы-Рук, он решил проникнуть во дворец и, подплывая на лодке, исполняет теперь баркаролу; Башкир торжествует, Мирза в отчаянии: влюблённый погубил себя сам (№ 11). Его хватают и собираются казнить, но опасения мести принцессы заставляют Башкира прибегнуть к другой низости. Под угрозой смерти он заставляет Нуреддина отказаться от своей любви, взамен обещая награды и почести. Тот соглашается, и они празднуют ловкую сделку (№ 12). Является Лалла-Рук, слышавшая всё. Певец признаётся, что обманул Башкира, чтобы в последний раз увидеть её. Они хотят бежать (№ 13), но слишком поздно: под звуки марша ко дворцу подходят царь со двором (№ 14). Башкир вновь берёт Нуреддина под стражу и требует от принцессы молчания, угрожая убить его. Входит царь, и все узнают в нём певца. Лалла-Рук готова стать его женой. По её просьбе он милует Башкира, а, кроме того, приказывает Мирзе выйти за него замуж.

## Список музыкальных номеров
- Увертюра

Действие I
- № 1. Интродукция, сцена и хор (Нуреддин, Башкир, Бакбара, Кабул, мужской хор)
- № 2. Песня (Mélodie; Лалла-Рук)
- № 3. Куплеты (Башкир)
- № 4. Хор и танцы; сцена и квартет; романс и повторение хора
  - Хор и танцы (хор)
  - Сцена и квартет (Лалла-Рук, Мирза, Нуреддин, Башкир, хор)
  - Романс (Лалла-Рук, Мирза, Нуреддин, Башкир)
  - Повторение хора (хор)
- № 5. Куплеты (Мирза)
- № 6. Дуэт, баллада, ночная стража (ronde de nuit) и финал
  - Дуэт и баллада (Лалла-Рук, Нуреддин)
  - Ночная стража и финал (Лалла-Рук, Мирза за сценой, Нуреддин, Башкир, Бакбара, Кабул, мужской хор)

Действие II
- № 7. Антракт и ария (Лалла-Рук)
- № 8. Дуэттино (Лалла-Рук, Мирза)
- № 9. Хор (Лалла-Рук, Мирза, Башкир, женский хор)
- № 10. Куплеты (Башкир)
- № 11. Баркарола и ансамбль (Мирза, Нуреддин за сценой, Башкир, Бакбара, Кабул)
- № 12. Комический дуэт (duo bouffe; Нуреддин, Башкир)
- № 13. Романс, сцена и дуэт (Лалла-Рук, Нуреддин)
- № 14. Марш, сцена и финал (Лалла-Рук, Мирза, Нуреддин, Башкир, хор)

## Записи
На протяжении XX века исполнителями записывались время от времени отдельные номера из оперы, чаще всего романс Нуреддина (из № 4). Первая полная запись была осуществлена в 2013 году американским ансамблем Opera Lafayette для лейбла Naxos (издана в 2014 году):
- David, Félicien: Lalla Roukh (Marianne Fiset, Emiliano Gonzalez Toro, Nathalie Paulin, Bernard Deletré, David Newman, Andrew Adelsberger, Opera Lafayette[англ.], Ryan Brown[англ.]) — Naxos 8.660338-39 (2 CDs)